# Петропавловка (Лысогорский район)
Петропавловка — село в Лысогорском районе Саратовской области России. Входит в состав Раздольновского муниципального образования. Основано в 1970 году.

## География
Село находится в южной части Саратовского Правобережья, в степной зоне, на левом берегу реки Карамыш, на расстоянии примерно 36 километров (по прямой) к юго-востоку от посёлка городского типа Лысые Горы. Абсолютная высота — 134 метра над уровнем моря.

### Климат
Климат характеризуется как умеренно континентальный с холодной малоснежной зимой и сухим жарким летом. Среднегодовая температура воздуха — 4,1 — 4,5 °C. Средняя многолетняя температура самого холодного месяца (января) составляет −12,6 — −12,1 °С (абсолютный минимум — −41 °С), температура самого тёплого (июля) — 20,8 — 21,4 °С (абсолютный максимум — 40 °С). Среднегодовое количество атмосферных осадков — 375—450 мм, из которых большая часть (200—260 мм) выпадает в тёплый период. Снежный покров держится в среднем 142 дня в году.
Часовой пояс
Село Петропавловка, как и вся Саратовская область, находится в часовой зоне МСК+1. Смещение применяемого времени относительно UTC составляет +4:00.

## Население
| 2002 | 2010 |
| ---- | ---- |
| 137  | ↘128 |

### Половой состав
По данным Всероссийской переписи населения 2010 года в половой структуре населения мужчины составляли 46,1 %, женщины — соответственно 53,9 %.

### Национальный состав
Согласно результатам переписи 2002 года, в национальной структуре населения русские составляли 74 % из 137 чел.